# アルヴィーダス・サボニス
アルヴィーダス・ロマス・サボニス（Arvydas Romas Sabonis, 1964年12月19日 - ）は、リトアニアの元プロバスケットボール選手。ヨーロッパ史上最高のセンターの1人とも称されている。NBAのサクラメント・キングスに所属するドマンタス・サボニスは実の息子である。

## 来歴
1981年、16歳の時にソビエト連邦の構成国だったリトアニア・ソビエト社会主義共和国のクラブチーム、ジャルギリス・カウナスにてプロデビュー。1989年までの8年間で3度ソビエト連邦の国内王者となった。
1982年、17歳でソビエト連邦A代表に招集されA代表デビュー。同年夏にコロンビアで開催された世界選手権に参加し、優勝。金メダル獲得。
1983年、スペインのマヨルカ島で開催された世界ジュニア選手権にU-18ソビエト連邦代表として参加、銀メダル獲得。同年フランスで行われたユーロバスケットに今度はソビエト連邦A代表として参加、銅メダル獲得。
1985年、神戸で開催されたユニバーシアードで金メダル。同年、西ドイツで開催されたユーロバスケットで金メダル獲得、大会MVPも受賞。
1986年、21歳の時、スペインで開催された世界選手権に参加し、銀メダル獲得と共に大会ベスト5に選出される。同年秋に行われたNBAドラフトで、当時まだアメリカ人のみが席巻していたNBAにおいて、アメリカ人以外の選手としては異例の1巡目24位という高順位で指名を受けた。しかし、当時は政治的に米ソが冷戦の対立の最中であったという事と、オリンピックのバスケットボール競技にプロ選手が出られなかったなどの諸処の理由で、この時のNBA入りは叶わなかった。
1988年ソウルオリンピックにソ連代表として出場。準決勝でデビッド・ロビンソンなどアマチュア選手で構成されたアメリカ代表に勝利し、金メダルを獲得した。なお、アメリカ代表はこの敗戦を契機にプロ選手で構成されたドリームチーム結成を決定している。
1992年バルセロナオリンピックでは、デビッド・ロビンソンを2回連続でブロックしている。
ソウル五輪以降もヨーロッパでプレーを続けたサボニスだが、冷戦も終結し社会情勢も大きく変化したことにより、1995年よりNBAポートランド・トレイルブレイザーズに入団した。31歳となったサボニスには当初懐疑的な目もあったが、卓越したスキルと高いバスケットボールIQで好プレーを連発。NBAの7年間で平均12.0ポイント、7.3リバウンド、2.1アシストを記録し大きなインパクトを残した。
2001年、サボニスはトレイルブレイザーズとの契約延長を拒否した。これについてサボニスは「精神的にも肉体的にも疲れていた」と語っている。わずかな年俸でジャルギリス・カウナスと1年契約を結び、チームに合流することとしたものの、結局2001-02シーズンは全試合欠場し、怪我からの回復に努めた。その後、2002年にトレイルブレイザーズに復帰し、自身キャリア最後のシーズンを迎えた。

## プレースタイル
221cmの恵まれた体躯を活かしてペイントゾーンを支配する屈指のセンターであったが、それ以上にバスケットボール選手としての完成度が極めて高かった選手として知られる。
センターの本分であるリバウンドやブロックショットだけではなく、3ポイントまで決められる広大なシュートレンジを誇り、またボールハンドリングの技術も非常に高くノールックパスやビハインド・ザ・バック・パスを随所に披露するなど、当時のセンターとしては非常に珍しいタイプの選手であった。NBAでも好成績を連発し、ドラフト時サボニスに対して低い評価だったアメリカバスケットボール界に大きな衝撃を与えている。

## 個人成績

### NBA

#### レギュラーシーズン
| シーズン | チーム | GP  | GS  | MPG  | FG%  | 3P%  | FT%  | RPG  | APG | SPG | BPG | PPG  |
| -------- | ------ | --- | --- | ---- | ---- | ---- | ---- | ---- | --- | --- | --- | ---- |
| 1995–96  | POR    | 73  | 21  | 23.8 | .545 | .375 | .757 | 8.1  | 1.8 | .9  | 1.1 | 14.5 |
| 1996–97  | POR    | 69  | 68  | 25.5 | .498 | .371 | .777 | 7.9  | 2.1 | .9  | 1.2 | 13.4 |
| 1997–98  | POR    | 73  | 73  | 32.0 | .493 | .261 | .798 | 10.0 | 3.0 | .9  | 1.1 | 16.0 |
| 1998–99  | POR    | 50* | 48  | 27.0 | .485 | .292 | .771 | 7.9  | 2.4 | .7  | 1.3 | 12.1 |
| 1999–00  | POR    | 66  | 61  | 25.6 | .505 | .368 | .843 | 7.8  | 1.8 | .7  | 1.2 | 11.8 |
| 2000–01  | POR    | 61  | 42  | 21.3 | .479 | .067 | .776 | 5.4  | 1.5 | .7  | 1.0 | 10.1 |
| 2002–03  | POR    | 78  | 1   | 15.5 | .476 | .500 | .787 | 4.3  | 1.8 | .8  | .6  | 6.1  |
| 通算     | 通算   | 470 | 314 | 24.2 | .500 | .328 | .786 | 7.3  | 2.1 | .8  | 1.1 | 12.0 |

#### プレーオフ
| シーズン | チーム | GP | GS | MPG  | FG%  | 3P%  | FT%  | RPG  | APG | SPG | BPG | PPG  |
| -------- | ------ | -- | -- | ---- | ---- | ---- | ---- | ---- | --- | --- | --- | ---- |
| 1996     | POR    | 5  | 5  | 35.4 | .432 | .556 | .717 | 10.2 | 1.8 | .8  | .6  | 23.6 |
| 1997     | POR    | 4  | 4  | 27.0 | .429 | .250 | .875 | 6.5  | 2.3 | .8  | .8  | 11.3 |
| 1998     | POR    | 4  | 4  | 26.8 | .450 | .500 | .857 | 7.8  | 1.5 | 1.8 | .8  | 12.3 |
| 1999     | POR    | 13 | 13 | 30.2 | .398 | .200 | .907 | 8.8  | 2.2 | 1.2 | 1.2 | 10.0 |
| 2000     | POR    | 16 | 16 | 30.8 | .453 | .286 | .796 | 6.7  | 1.9 | .9  | .8  | 11.3 |
| 2001     | POR    | 3  | 3  | 34.7 | .483 | .000 | .750 | 8.3  | 2.7 | .3  | 2.3 | 11.3 |
| 2003     | POR    | 6  | 1  | 14.3 | .667 | ---  | .800 | 4.0  | .8  | .7  | .7  | 10.0 |
| 通算     | 通算   | 51 | 46 | 28.8 | .452 | .319 | .802 | 7.4  | 1.9 | .9  | .9  | 12.1 |

### ユーロリーグ
| シーズン | チーム             | GP | GS | MPG  | FG%  | 3P%  | FT%  | RPG   | APG | SPG | BPG  | PPG  | PIR   |
| -------- | ------------------ | -- | -- | ---- | ---- | ---- | ---- | ----- | --- | --- | ---- | ---- | ----- |
| 1985–86  | BCジャルギリス     | 13 | —  | —    | —    | —    | —    | —     | —   | —   | —    | 24.5 | —     |
| 1986–87  | BCジャルギリス     | 6  | —  | —    | —    | —    | —    | —     | —   | —   | —    | 21.3 | —     |
| 1992–93  | レアル・マドリード | 20 | —  | 30.9 | .543 | .500 | .663 | 12.0* | 1.9 | 1.2 | —    | 16.5 | —     |
| 1993–94  | レアル・マドリード | 15 | —  | 34.3 | .577 | .350 | .723 | 11.9  | 2.9 | 1.0 | —    | 17.4 | —     |
| 1994–95† | レアル・マドリード | 17 | —  | 33.8 | .572 | .545 | .783 | 11.2  | 2.6 | 1.8 | —    | 21.8 | —     |
| 2003–04  | BCジャルギリス     | 18 | 14 | 28.3 | .560 | .366 | .696 | 10.7* | 2.4 | 1.0 | 1.6* | 16.7 | 26.3* |
| 通算     | 通算               | 89 | —  | 31.6 | .562 | .439 | .716 | 11.4  | 2.4 | 1.3 | 1.6  | 19.2 | —     |